# Green Hill Zone
Green Hill Zone är den första nivån i spelet Sonic the Hedgehog från 1991 till konsolen Sega Mega Drive. Nivån är gräsbevuxen och frodig, innehåller palmer, klippor, vertikala loopar och bebos av flera olika djur. Liksom spelets övriga nivåer består Green Hill av tre akter. I den tredje strider spelarfiguren Sonic mot antagonisten Dr. Robotnik innan spelaren kan fortsätta till den andra nivån, Marble Zone. Green Hill Zone skapades av bandesignern Hirokazu Yasuhara och musiken till nivån gjordes av Masato Nakamura.
Green Hill Zone är ihågkommet både för dess roll i spelserien Sonic the Hedgehog och i datorspel i allmänhet. Nivån och dess musik har också fått ett positivt mottagande från recensenter. Den har förekommit i andra spel så som Sonic Adventure 2, Sonic Battle och Sonic Generations, och recensenter har också noterat en estetisk likhet i andra spels nivåer som med den i Green Hill Zone.

## Historia and utseende
Green Hill är den första nivån i Sonic the Hedgehog. Området är beläget på South Island, och är en frodig, gräsbevuxen bana med hängande palmträd och raserade klippor. Banan har, i likhet med senare nivåer i spelet, detaljer och hinder som ramper, vertikala loopar, tunnlar, språngbrädor, spikar, och kontrollstationer (en: checkpoints). Den är vanligtvis hem åt skogsdjur, men innan händelserna i spelet hade antagonisten Dr. Robotnik stängt in dem i robotar, kända som Badniks. Spelaren måste därför förstöra dem för att frige djuren. Green Hill består av tre akter och i slutet av Akt 3 utspelas en bosstrid mot Dr. Robotnik. Efter att Sonic har besegrat Robotnik, förflyttar han sig till den andra nivån, den lavafyllda "Marble Zone".
Sonic the Hedgehog skapades av det nygrundade spelföretaget Sonic Team, ett dotterbolag till Sega med 15 anställda, med målet att göra en figur som kunde tävla med Nintendos Mario. Spelets bandesign konstruerades av Hirokazu Yasuhara, och musiken komponerades av Masato Nakamura från det japanska bandet Dreams Come True. Under byggandet av nivån inspirerades Yasuhara av den amerikanska delstaten Kalifornien, samtidigt som spelets färgschema oftast hämtade influenser från popkonstnären Eizin Suzuki. Medan det ursprungliga spelet var ett sidscrollande spel i 2D gjordes Green Hill om i 3D som en hemlig nivå i spelet Sonic Adventure 2 från 2001. Spelaren låser upp nivån efter att ha samlat alla 180 emblemen som samlas ihop genom att ha slutfört spelets uppdrag. Sonic Generations från 2011, ett spel som återbesöker olika titlar i spelseriens historia, innehåller både 2D- ("Classic") och 3D-versioner ("Modern") av Green Hill, liksom ett antal andra Sonic-nivåer.
Green Hill förekommer också som en bana i fightingspelet Sonic Battle, i Sega Superstars Tennis, i sportspelet Mario & Sonic at the Sochi 2014 Olympic Winter Games, och i crossover-fightingspel som Super Smash Bros. Brawl, Super Smash Bros. for Nintendo 3DS och Dengeki Bunko: Fighting Climax.

## Mottagande
Green Hill Zone har fått ett positivt bemötande från recensenter, i synnerhet för dess musik. Craig Snyder från bloggen Makeuseof kallade nivån för en av de fem bästa nivåerna i spelvärlden och sade att det är "ett mycket bra sätt att förbereda sig på vad som ska komma". Tim Turi från Game Informer tyckte att Green Hills musik var "svängig", och Kevin Wong från tidskriften Complex rankade den som det trettonde bästa spelmusikstycket från den fjärde generationens konsoler. 2010 återvände Segas community manager Aaron Webber från en semester och upptäckte att hans kontorsplats hade ommöblerats till att se ut som Green Hill Zone. Levi Buchanan från IGN uttryckte att "alla vill komma tillbaka till" detta, och Owen Good från Kotaku sade att "Jag vill också jobba i Green Hill Zone!" Carl Anka från Sabotage Times listade det ursprungliga spelet Sonic the Hedgehog för att det hade den bästa musiken i ett spel, till stor del tack vare musiken i Green Hill.
Recensenterna har jämfört nivåer, i synnerhet de första nivåerna, i senare Sonic-spel med Green Hill. Turi ansåg att Emerald Hill från Sonic 2, Mushroom Hill från Sonic & Knuckles och Seaside Hill från Sonic Heroes, passade in i samma mylla som Green Hill, och fann Sonic-nivåernas design repetitiv och framhöll att "spelare har spelat Green Hill Zone dussintals gånger." Han var dock av åsikten att Sonic Generations-versionen av det ursprungliga Green Hill "slår dem alla" i båda dess nytolkningar i 2D och 3D. Justin Baker från Nintendo World Report och Joe Skrebels från Official Nintendo Magazine drog paralleller mellan Windy Hill från Sonic Lost World till Green Hill, medan Chris Carter från Destructoid hade liknande resonemang när det kom till de nedladdningsbara nivåerna i The Legend of Zelda.

## Kulturellt inflytande och eftermäle
Green Hill Zone har betraktats som en klassisk och välkänd nivå bland recensenter. Den har beskrivits som "klassisk" av Samit Sarkar från Polygon och av Jim Sterling och Chris Carter från Destructoid. Joe Skrebels kallade den för "nostalgisk", medan Christopher Grant från Joystiq tyckte att den hade en plats "i mitten av ditt relikskrin för retrospel". Kevin Wong nämnde att spelets och nivåns popularitet var av sådan art att "även om du inte hade en Genesis, var det här nivån du spelade på varuhuset medan dina föräldrar gick och handlade." Andy Kelly från Computer and Video Games kallade temat i Green Hill för en "monumental bit av Sega-nostalgi", och Justin Towell från Gamesradar refererade också till det som klassiskt. Carl Anka sammanfattade att "Green Hill Zone i det ursprungliga spelet har blivit som ett direkt igenkännligt musikstycke i popkulturen".
För att fira Sonics 15-årsjubileum 2006 släppte Sega en pappersmodell av Green Hill som en PDF på sin webbplats. 2011, inte långt efter utgivningen av Sonic Generations, höll Sega en tävling där spelare bjöds in för att ladda upp genomspelningar av Generations' 3D-version av Green Hill. De som lyckades slutföra banan under en minut och 50 sekunder och laddade upp videon till Youtube, hade möjlighet att vinna Sonic-merchandise.